# Karl von Hessen-Kassel (1680–1702)
Karl von Hessen-Kassel (* 12. Juni 1680 in Kassel; † 13. November 1702 in Ahrweiler) war landgräflicher Prinz des Hauses Hessen aus der Linie Hessen-Kassel und Generalmajor in der Hessen-kasselschen Armee.

## Leben
Karl war ein Sohn des Landgrafen Karl von Hessen-Kassel und dessen Gemahlin Maria Amalia und wuchs mit seinen Geschwistern Friedrich (1676–1751), Sophie Charlotte (1678–1749), Wilhelm (1682–1760), Leopold (1684–1704), Ludwig (1686–1706), Marie Luise (1688–1765), Maximilian (1689–1753) und Georg (1691–1755) auf.
Nach seiner Erziehung und Schulausbildung in Kassel kam Karl zusammen mit seinem Bruder Wilhelm unter Aufsicht des Hofmeisters Gustav von Mardefeld zu einem Studienjahr nach Genf. Im Herbst 1697 reisten die beiden Prinzen auf Einladung von Liselotte von der Pfalz, Herzogin von Orléans, einer Cousine ihres Vaters, nach Paris, wo sie fünf Monate im Schloss Versailles verbrachten. Bevor sie 1699 nach Kassel zurückkehrten, statteten sie ihrer Verwandtschaft in Den Haag einen Besuch ab. Ende des Jahres 1699 lud Karl eine Tante, die dänische Königin Charlotte Amalie, nach Kopenhagen ein. Dort nahm er als Volontär an der Belagerung von Tönning teil, stellte aber fest, dass eine militärische Laufbahn ihm nicht zusagte. Er reiste zurück nach Kassel und übernahm bei Ausbruch des Spanischen Erbfolgekrieges den Befehl über ein Regiment, das mit den Truppen der Großen Allianz gegen Frankreich unter Ludwig XIV. kämpfte. Karl – zum Generalmajor befördert –, wurde bei Kampfhandlungen verwundet und begab sich auf die Heimreise, wo er nahe Ahrweiler (mutmaßlich) an Wundstarrkrampf verstarb. Er wurde in der Familiengruft in der Kasseler St. Martin-Kirche beigesetzt.